# Fideuram - Intesa Sanpaolo Private Banking
Die Fideuram – Intesa Sanpaolo Private Banking S.p.A. ist ein italienisches Kreditinstitut im Bereich Private Banking mit Sitz in Turin und eine Tochtergesellschaft der Großbank Intesa Sanpaolo.
Es bietet Girokonten und Wertpapierdepots, aber auch Privatrentenmodelle an. Fideuram ist ein ausschließlich auf Kapitalanlagen spezialisiertes Bankinstitut. Es gehört nach Firmenangaben in Italien zu den Marktführern in diesem Sektor und verwaltet rund 400 Milliarden Euro.
Das Unternehmen ist neben dem Heimatmarkt Italien auch in Irland, Luxemburg, der Schweiz und dem Vereinigten Königreich tätig.